# 81 Кита
81 Кита (лат. 81 Ceti) — звезда, которая находится в созвездии Кит на расстоянии около 317 световых лет от нас. Вокруг звезды обращается, как минимум, одна планета.

## Характеристики
81 Кита представляет собой жёлтый гигант — звезду, по массе лишь ненамного превосходящую наше Солнце, но зато значительно (в 11 раз) превосходящую его по размерам. Звезда также намного превосходит по светимости наше дневное светило — в 60 раз. Впервые в астрономической литературе 81 Кита упоминается в каталоге Флемстида, изданном в 1725 году.

## Планетная система
В 2008 году командой японских астрономов из астрофизической обсерватории Окаяма, было объявлено об открытии планеты 81 Кита b в системе. Это типичный газовый гигант с массой, равной 5,3 массы Юпитера, обращающийся на среднем расстоянии две с половиной астрономических единицы от звезды (расстояние от Земли до Солнца равно 1 а. е.). Год на данной планете длится 953 суток. Открытие было совершено методом Доплера.